# Xe bọc thép chở quân

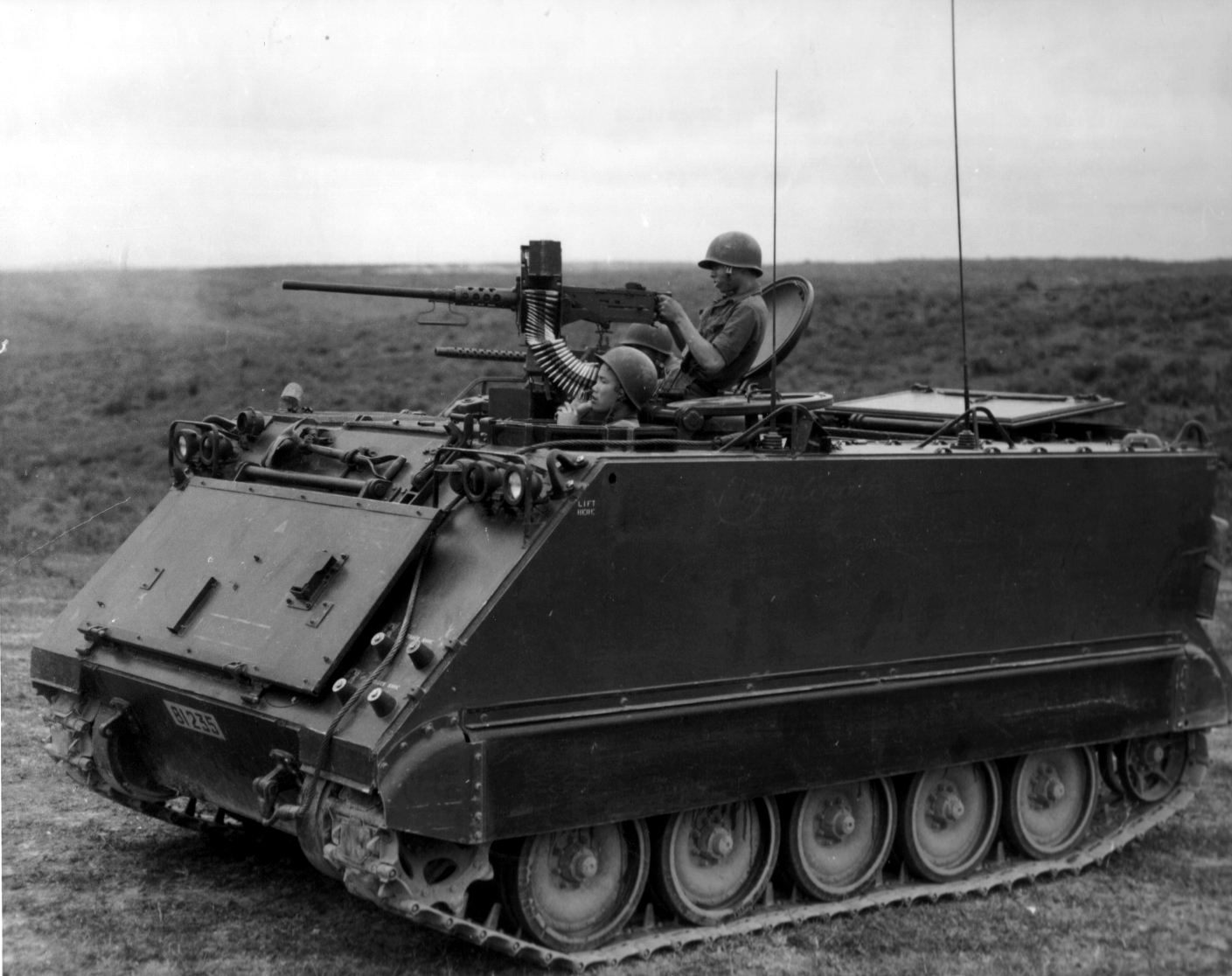
M113, một trong những xe bọc thép chở quân chạy bằng dây xích phổ biến nhất được sử dụng trong Chiến tranh Việt Nam.

Xe bọc thép chở quân (thiết vận xa) là phương tiện chiến đấu bọc thép được phát triển nhằm mục đích chính là chở bộ binh và nhân viên trên chiến trường. Chúng được trang bị vũ khí ở mức tối thiểu, thường có duy nhất một súng máy mặc dù cũng có loại có mang súng không giật, tên lửa điều khiển chống tăng (ATGM), hoặc súng cối. Thật sự thì chúng không phải được thiết kế để tham gia trực tiếp vào trận mà là để đưa quân đến chiến trường an toàn tránh mảnh đạn nổ và phục kích. Chúng có thể là loại có bánh xe hoặc là loại chạy bằng dây xích. Các ví dụ gồm có M113 (bánh xích), M1126 ICV của Mỹ, FV 432 (bánh xích) của Vương quốc Anh, VAB (bánh lốp) của Pháp, GTK Boxer (bánh lốp) của Đức và BTR (bánh lốp) của Liên Xô. Vỏ bọc thép dày hơn và trang bị hỏa lực mạnh hơn là xe chiến đấu bộ binh được thiết kế để phục vụ tích cực cho chiến đấu trực tiếp.

## Lịch sử
Trong Chiến tranh Thế giới I khi xe tăng được phát triển, xe tăng Mark V* của Anh được thiết kế có phòng nhỏ để chở quân. Theo một số định nghĩa thì đây được xem là xe bọc thép chở quân đầu tiên. Xe bọc thép chở quân chuyên dụng đầu tiên là chiếc Mark IX năm1918.
Trong Chiến tranh thế giới thứ hai, Xe nửa xích như M3 của Mỹ và SdKfz 251 của Đức đóng vai trò tương tự như các xe bọc thép chở quân được phát triển sau đó trở đi. Xe bọc thép chở quân hàng đầu trong thời gian này là Universal Carrier của Anh, cũng còn được biết với tên là Bren Carrier vì loại vũ khí mà nó được thiết kế để mang theo. Thường thường, các xe bọc thép chở quân chỉ đơn giản là xe có vỏ bọc thép chắc chắn có khả năng chở quân nhưng chúng tiến hóa thành các loại xe được cố ý chế ra để đáp ứng nhu cầu chiến tranh cơ giới từ Chiến tranh Thế giới II.
Sau Chiến tranh Thế giới II, các xe bọc thép chở quân chuyên dụng được phát triển. Hoa Kỳ phát triển một loạt xe bọc thép chở quân chạy xích, tiêu biểu là xe bọc thép chở quân M113 mà đã có đến 80.000 chiếc được sản xuất. Liên Xô phát triển loại BTR-40, BTR-152 thành một loạt xe bọc thép chở quân 8 bánh như BTR-60, BTR-70, BTR-80 và BTR-90.
Cuối thập niên 1980, Israel chuyển đổi các xe tăng T-55 chiếm được thành các xe bọc thép chở quân. Kết quả nó là một trong các xe bọc thép chở quân có sức bảo vệ tốt nhất trên thế giới, gọi là IDF Achzarit.
Xe chiến đấu bộ binh (infantry fighting vehicle, véhicule de combat d'infanterie, Боевая машина пехоты) là một phát triển dựa trên khái niệm của xe bọc thép chở quân.
Trong chiến tranh hiện đại thì loại xe này, đặc biệt là các loại giáp nhẹ bị thấy không tỏ ra được hiệu quả trong địa hình đô thị vì các loại vũ khí chống tăng đã phát triển khá mạnh. Một số loại còn bị đánh giá là khá vô dụng như xe Saxon của Anh, không thích hợp cho bất cứ vị trí nào ngoài chiến tuyến với lớp giáp của mình và thậm chí còn chẳng thể lết qua nổi một đống đất.

## Hình ảnh

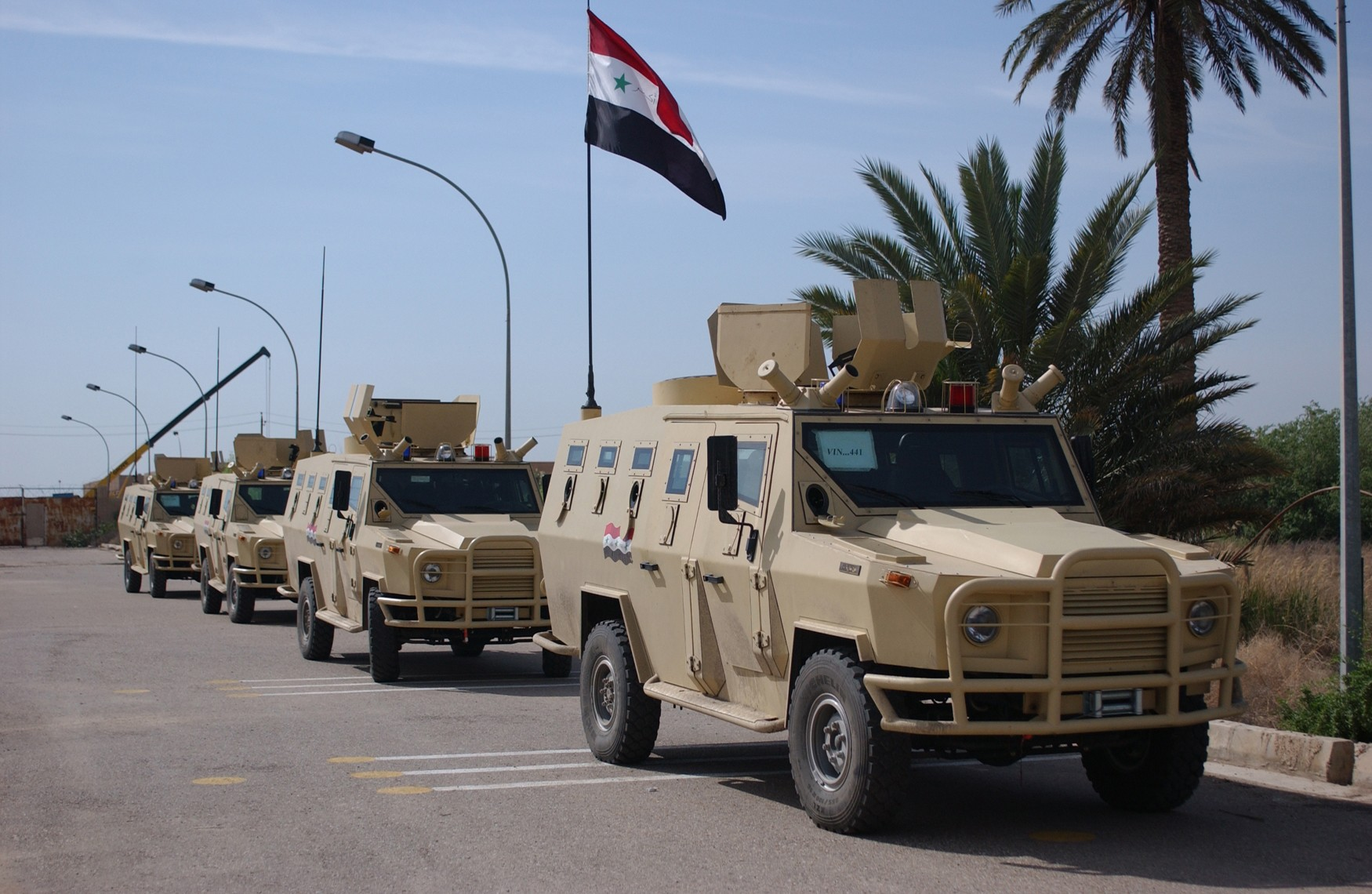
Xe bọc thép chở quân Dzik Ba Lan của Quân đội Iraq
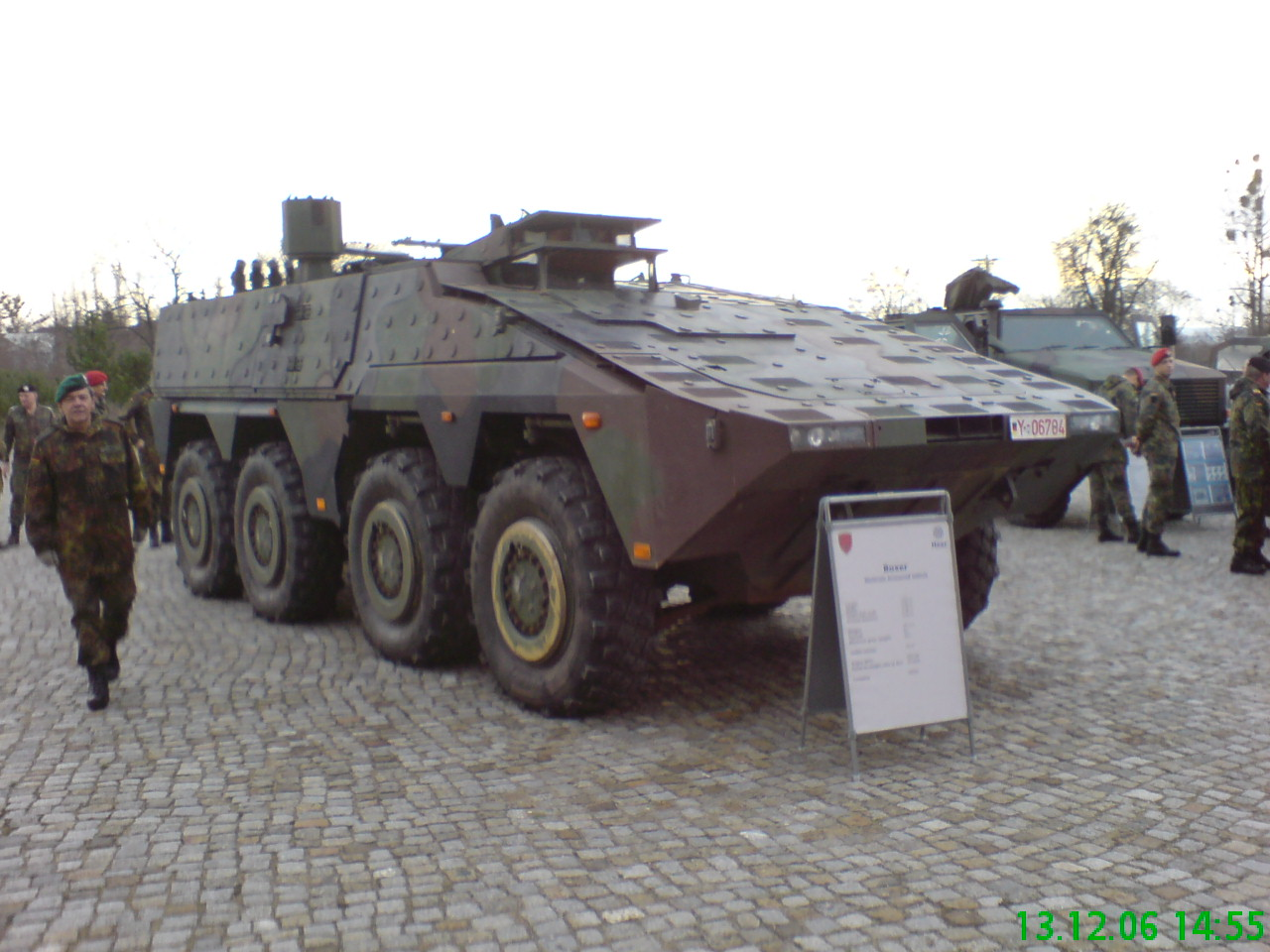
Xe bọc thép chở quân Boxer MRAV của Quân đội Đức
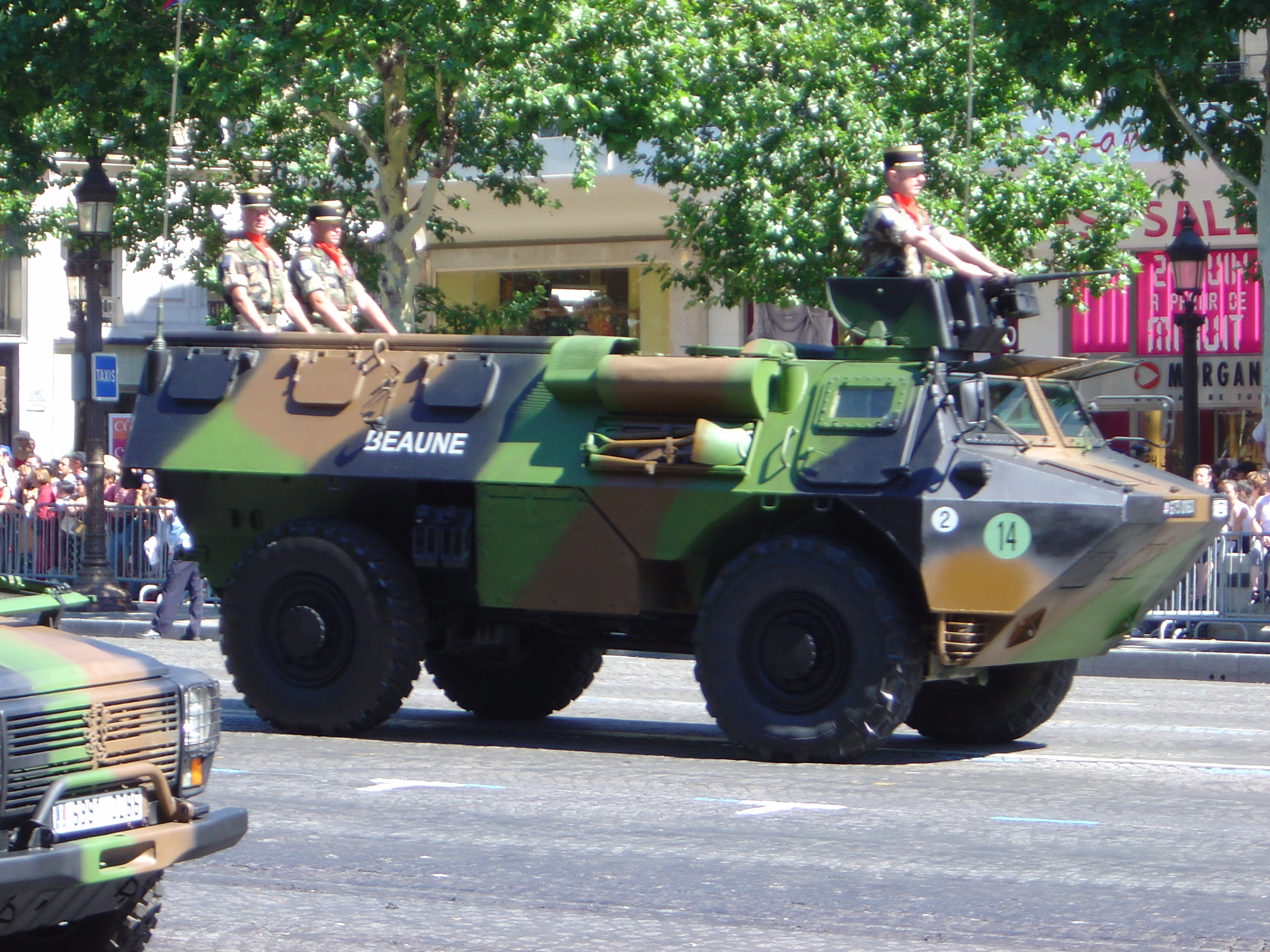
Xe bọc thép chở quân có bánh xe phổ biến nhất của Pháp
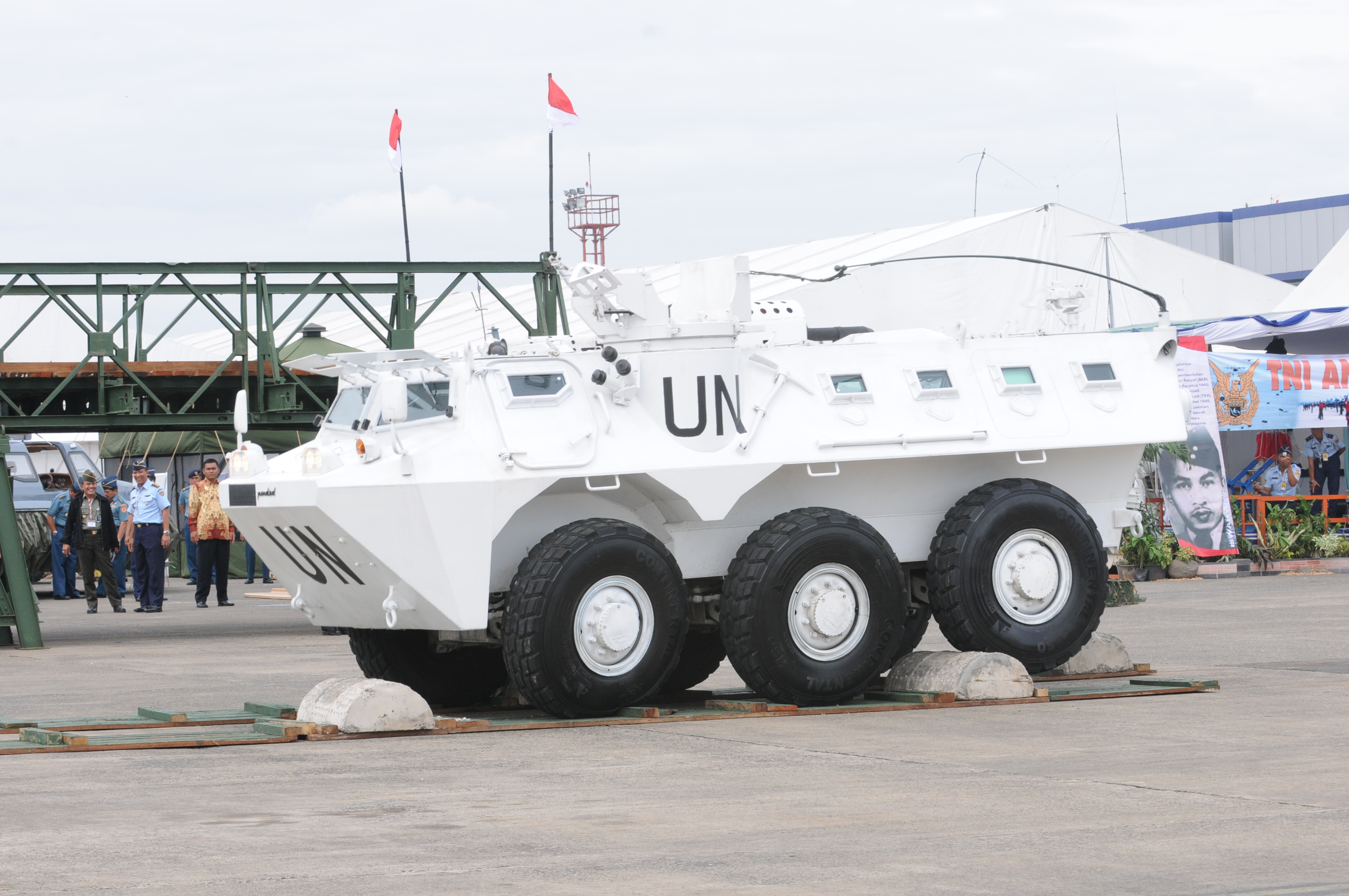
Pindad Panser Indonesia - ANOA 6X6 APS UN
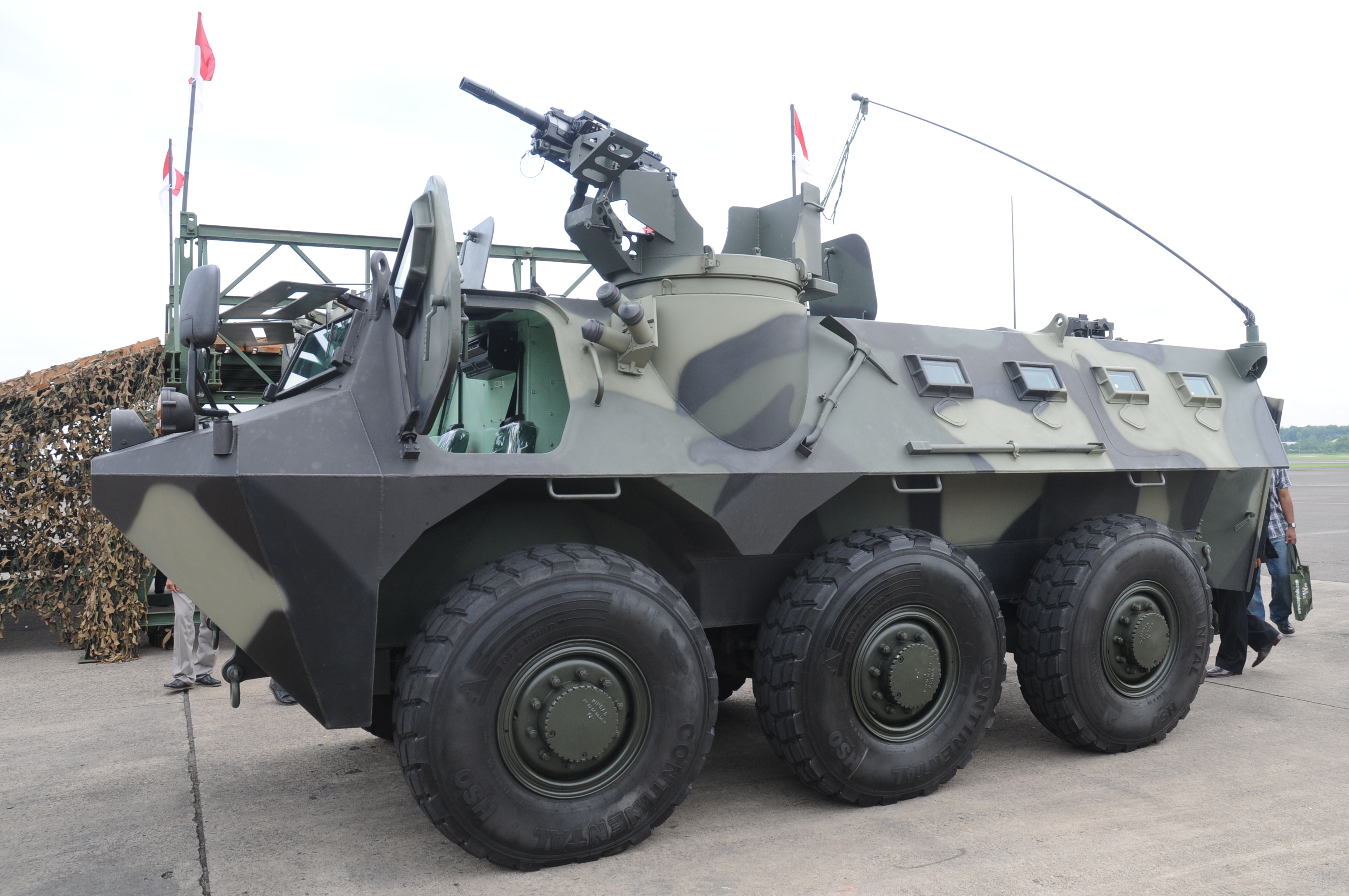
APC Indonesia Pindad Panser - ANOA 6X6 APS
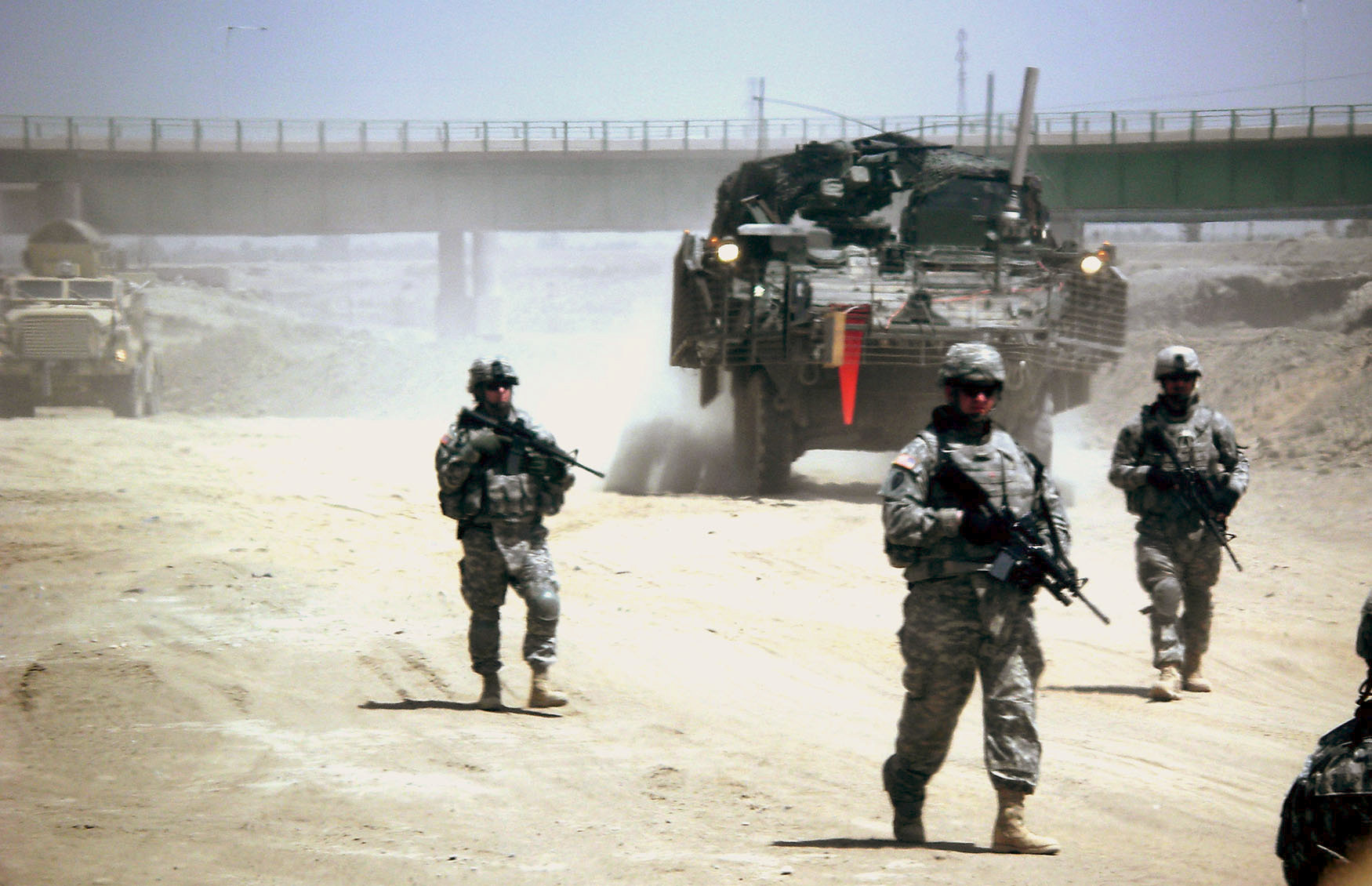
M1126 ICV của lục quân Mỹ